# Gigantodax willei
Gigantodax willei är en tvåvingeart som beskrevs av Vargas och Ramirez Perez 1988. Gigantodax willei ingår i släktet Gigantodax och familjen knott.
Artens utbredningsområde är Costa Rica. Inga underarter finns listade i Catalogue of Life.